# Пене (паста)
Пене  је екструдирана врста тестенине у облику цилиндра, чији су крајеви исечени дијагонално. Пене је облик множине италијанске речи пена (што значи перо, али такође и оловка), изведено из латинског penna (што значи " перје " или " перо "), и сродан је енглеској речи пен. Када је овај формат створен, требало је да имитира челичне врхове наливпера који су тада били свеприсутни.

## Порекло
Пене је један од ретких облика тестенина са одређеним датумом настанка: 1865. године Giovanni Battista Capurro, произвођач тестенина из Сан Мартина (Ђенова), добио је патент за дијагоналну машину за сечење. Његов проналазак је свежу тестенину исекао у облик оловке без дробљења, у величини која варира између 3 cm (1 in) mezze penne  (пола оловке) и 5 cm (2 in) penne(оловке).

## Опис и варијације
У Италији се пене производе у две главне варијанте: penne lisce (глатко) и penne rigate (избраздано), а последње имају гребене на свакој пеници. Пенони („велике перјанице“) је шира верзија пенеа. Такође се може наћи и нешто већа верзија названа mostaccioli (што на неким италијанским дијалектима значи „мали бркови“), који такође могу бити или глатке или избраздане текстуре.
Пене је погодна за комбинацију са широким спектром сосова и производа. 
Пене се традиционално кува ал денте и својим обликом га чини посебно прилагођеним за умаке, као што су песто, маринара или арабијата. Ово последње је прослављено јер је неколико пута било приказано у италијанским филмовима, посебно у филму La Grande Bouffe Marcа Ferreriја и у филму Федерика Фелини-ја  Рим.
У Трентону, у држави Њу Џерзи, тестенине због свог облика називају се "оловкама"